# Bogac (Belo)
Bogac, ime za dva križa krajputaša u Hrvatskoj, u Belom na području Grada Delnica.
Na cesti Zahrt – Brod na Kupi prvo selo koje pripada župi Broda na Kupi je Belo. U ovom selu s dvadesetak kuća dva su raspela, koje zovu bógac. Ispred kuće broj 9 drveni je križ s limenim krovom, visok 260 cm. Širina križnice je 116 cm. Ispod tijela Isusova je podloga za svijeću i u podnožju križa posađen fušpan. Tijelo Kristovo visoko je 110 cm i najkvalitetniji je uradak naivnog majstora. Iza Krista je daščana podloga, koju valja popraviti. Glava i tijelo Krista su oštećeni na dva mjesta.
Na adresi Belo 12 je bógac sa starijim korpusom i novim drvom križa s limenim krovićem. Visina križa je 280 cm, a oko križa je posađeno cvijeće i fušpan. Uz križ se postavljaju oglasi župe Brod na Kupi. Talijani su srušili križ 1941. ili 1942. godine.
Stanovnik Belog Jakov Štajduhar spremio je korpus u noći na sjenik i rekao svojim trima kćerima da ako on ne doživi postavu križa, neka to one naprave. Marija i inž. Darko Šneler dali su restaurirati korpus, a radove je obavio Rafo Možnik iz Podstena. Kestenovo drvo za križ nabavila je obitelj Šneler 1992. ili 1993. godine, a cijelo je selo sudjelovalo u postavi, nabavili su cement i radili na obnovi križa. Raspelo je nekad stajalo prema zapadu, uz poljski put, a danas je uz glavnu cestu.